# 弗兰克·尼古拉斯·迈耶
弗兰克·尼古拉斯·迈耶（Frank Nicholas Meyer，1875年11月30日—1918年6月2日）是一位美國農業部探險家，他前往亞洲收集新的植物物種。 梅爾檸檬這一物種就是以他的名字來命名。
迈耶曾四次前往亚洲和欧洲考察和採集植物標本，是美国农业部派出的最具影响力的植物猎人之一。

## 生平

### 早年生活
邁耶1875年生於荷兰阿姆斯特丹，原名弗兰斯·梅耶(Frans Meijer)。1889年，邁耶在阿姆斯特丹植物園接受了七年的教育，担任生物学家胡戈·德弗里斯（Hugo de Vries）的助理。
1901年邁耶从英国移居美国，在胡戈·德弗里斯的推荐下，欧文·弗林克·史密斯（Erwin Frink Smith）帮他在美国农业部找了一份工作。1902年起，他在加利福尼亚州奇科的美国农业部植物引种园工作。1905年，他被美国农业部种子和植物引进办公室主任大卫·费尔柴尔德（David Fairchild）选中，邀请他去中国引种植物。

### 第一次亚洲考察
1905年9月，迈耶从夏威夷出发，在日本横滨、东京、长崎等地稍作停留后，来到中国上海。再从上海走陆路经由烟台芝罘等地抵达北京。直至1906年1月，迈耶在天津、北京，还有直隶廊坊、宣化、昌黎和山海关等地引种。
1906年2月，迈耶乘火车从北京到汉口，在武汉短暂考察后，乘船抵达长三角进行考察。1906年5月前往中国东北的广宁、亚瑟港、牛庄、辽阳、鞍山千山、安东凤凰城等地进行引种工作。7月11日越过鸭绿江前往朝鲜。在朝鲜咸镜北道和平安北道考察后，于9月7日从图们江出发，经中国珲春抵达俄罗斯波西耶特，最后抵达符拉迪沃斯托克。9-11月，迈耶在符拉迪沃斯托克、乌苏里斯克（双城子）和哈巴罗夫斯克（伯力）采集。
1906年11月26日迈耶起程回中国，在哈尔滨、宽城子、吉林、奉天等地采集。2月应美国农业部的要求，前往上海与威尔荪会面，之后美国农业部改派迈耶在山西五台山地区收集植物。6月底迈耶到浙江的宁波、杭州塘栖镇引种竹子；7月底前往山东引种；10月下旬回到北京短暂休息和整理引种记录后，他又去了遵化东陵、承德兴隆山和热河。1908年1-3月，迈耶继续在北京和五台山一带引种，之后从天津乘船前往上海，在苏州、杭州塘栖引种植物。5月从上海坐船回国，于6月12日抵达旧金山。

### 第二次亚欧考察

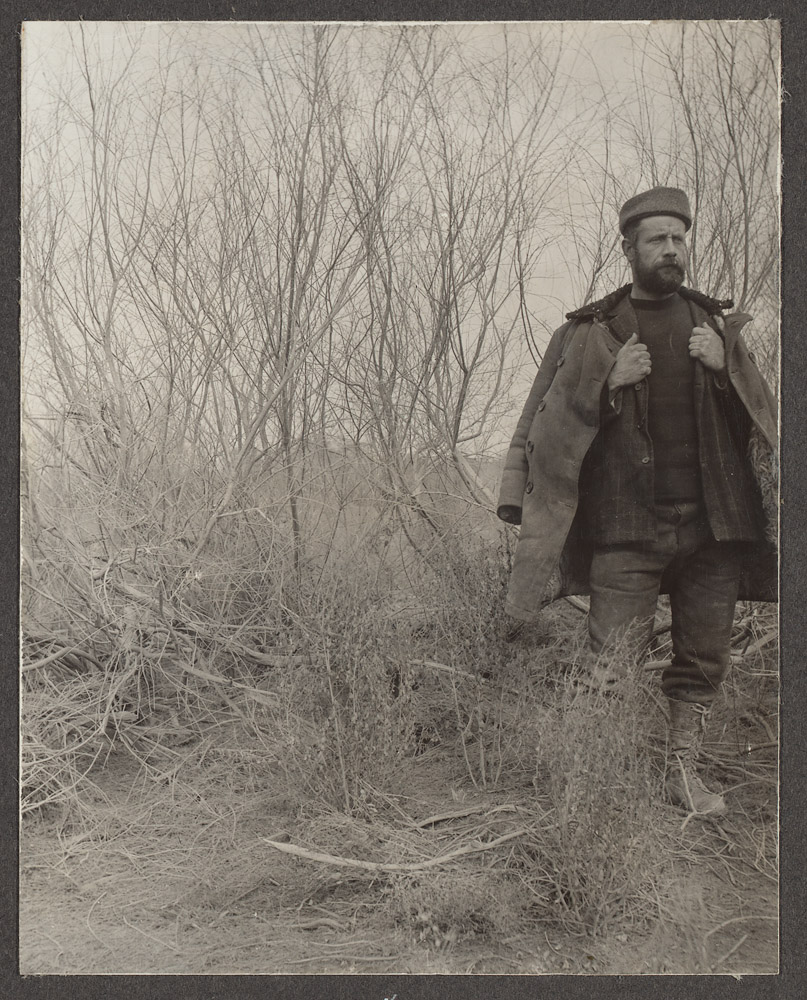
1911年迈耶在新疆地区考察

1909年8月14日迈耶从纽约乘船前往欧洲，短暂考察了欧洲的一些国家如英国、比利时、法国和德国。1909年12月起，迈耶从俄罗斯的圣彼得堡开始引种，随后是克里米亚的塞瓦斯托波尔、尼基塔、雅尔塔、奧列安達，然后他乘船沿黑海航行。从1910年1月底开始，在高加索地区进行了为期4个月的植物引种考察。5月30日迈耶从巴库乘船穿越里海前往中亚考察，在土库曼斯坦的谢尔达尔、巴哈尔登、阿什哈巴德和梅尔夫等地引种植物。随后继续前往乌兹别克斯坦，主要引种地有布哈拉、撒马尔罕、塔什干、浩罕和安集延。之后他在吉尔吉斯斯坦的奥什停留后，经捷列克山口（Terek Pass）进入中国。
在中国迈耶从乌恰县前往喀什和和田地区引种。1911年2-5月在天山地区采集植物。2月从玛热勒巴什穿越沙漠，前往阿克苏、伊宁和塔尔巴哈台等地。5-7月在阿尔泰山脉采集，然后穿越阿尔泰山脉前往俄罗斯的鄂木斯克、托木斯克和哈萨克斯坦的奥斯卡曼采集。1911年11月至1912年2月在萨马拉、萨拉托夫、红军城、罗斯托夫、哈尔科夫、米丘林斯克、莫斯科、托尔若克和圣彼得堡等地考察。随后迈耶经欧洲返回美国，在英国他会见了奥古斯丁·亨利，他还参观了邱园和維奇苗圃，研究了威尔荪从中国引种的植物。1912 年4月，他乘坐茅利塔尼亞號回到美国 。

### 第三次亚欧考察
回到美国后，阿诺德树木园主任查尔斯·斯普拉格·萨金特为迈耶引荐了当时唯一在甘肃采集过植物的英国植物学家威廉·珀德姆。1912年11月2日迈耶启程前往英国南安普顿与珀德姆会面交谈。1912年12月至1913年2月，迈耶在俄罗斯的圣彼得堡、新西伯利亚、米丘林斯克、克拉斯诺亚尔斯克和赤塔以及吉尔吉斯斯坦的伊塞克湖采集植物。
美国农业部要求迈耶查明栗枯病是否起源于亚洲。1913年2月，他乘火车从俄罗斯赤塔出发到中国东北，在哈尔滨、沈阳等地采集植物，于3月14日抵达北京。之后前往山东济南、德州乐陵等地引种。后在北京等到12月中旬之后，南下河南引种，并经河南前往陕西和山西。在河南的三门峡市观音堂镇和灵宝市采集后，经华山山区进入陕西省，于1914年1月到达西安。在渭南市富平县、朝邑縣采集后，于2月中旬由永济进入山西境内。之后他又回到河南的三门峡、郑州和开封采集，接着前往山东菏泽、泰安等地采集。4月乘火车返回北京。
1914年6月中旬，迈耶从北京出发，途经河南省的林县、山西省的运城市、陕西省的西安市和凤县，于9月24日进入甘肃一路采集。于10月23日在西固縣遇到了由雷金纳德·法雷尔和珀德姆带领的英国植物采集队。12月7日，迈耶经兰州市前往西安采集。2月初由三门峡经洛阳、郑州乘火车返回北京。
1915年5月下旬，迈耶前往江苏南京、上海、杭州和湖州莫干山等地采集植物。9月7日在上海离岸前往日本横滨和东京，然后于9月20日从日本返回美国。

### 第四次亚洲考察
1915年10月，迈耶回到美国并考察了一些本国的植物引种园。1916年9月离开美国经由日本，于10月31日抵达天津，随后在河北开展采集工作。之后前往山东肥城采集肥城桃。3月初抵达武汉，并在宜昌发现了大量的野生梨林。5月前往长沙考察，结束后再次返回武汉。在武汉期间，他还结识了美国植物学家利伯蒂·海德·贝利。8月4日，迈耶乘船离开武汉，前往湖北的一些山区考察。1917年12月底回到宜昌。期间因战乱一直停留在此，直到1918年5月回到武汉。
5月31日，迈耶乘船从武汉出发前往上海。6月1日午夜，船到达安庆后迈耶失踪。6月5日，迈耶的尸体被打捞上来，运回上海后被安葬在静安寺附近的外国人公墓，后迁葬在宋庆龄外国公墓区。